# 布列博亞
48°2′55″N 24°23′16″E / 48.04861°N 24.38778°E
布列博亞（烏克蘭語：Бребоя），是烏克蘭的村落，位於該國西部外喀爾巴阡州，由拉希夫區負責管轄，始建於1947年，面積5.1平方公里，海拔高度586米，2001年人口710。